# Romulea austinii
Romulea austinii là một loài thực vật có hoa trong họ Diên vĩ. Loài này được E.Phillips miêu tả khoa học đầu tiên năm 1923.